# Gabriel Tamaș
Gabriel Tamaş (Brașov, 9 de novembro de 1983) é um futebolista profissional romeno, zagueiro, milita no West Bromwich Albion.